# Lucky Star (manga)
Pour les articles homonymes, voir Lucky Star.
Lucky☆Star (らき☆すた, Raki☆Suta), ou simplement Lucky Star, est un manga yonkoma créé par Kagami Yoshimizu (en). Il est adapté en feuilleton dans le magazine Comptiq de la maison d'édition Kadokawa Shoten depuis janvier 2004. Il est parfois apparu dans d'autres magazines, dont Shōnen Ace.
À l'origine, il n'était pas prévu pour être adapté en feuilleton, mais quand Comptiq eut besoin de remplir des pages vides, Lucky Star fut choisi. Il fut ensuite continué parce qu'il rencontrait du succès. À l'instar de beaucoup d'autres yonkoma, il n'a pas vraiment d'intrigue particulière, mais se concentre plutôt sur la vie de tous les jours des personnages.
Le manga est devenu beaucoup plus populaire que prévu, ce qui a entrainé la production de plusieurs produits dérivés : le 24 août 2005 sort un CD drama, et le 1er décembre 2005 un jeu vidéo Nintendo DS appelé Lucky☆Star Moe Drill, dont la suite, Shin Lucky☆Star Moe Drill -Tabidachi- est sortie le 24 mai 2007. Un jeu PlayStation 2 intitulé Lucky☆Star Rouou Gakuen Outousai est commercialisé en janvier 2008. Une adaptation en anime de vingt-quatre épisodes, par le studio Kyoto Animation, est diffusée entre le 8 avril et le 16 septembre 2007.

## Synopsis
Lucky Star s'intéresse aux vies de plusieurs jeunes lycéennes japonaises, donnant une touche d'humour à leurs histoires. L'héroïne principale est Konata Izumi, une jeune fille sportive et intelligente qui, malgré ces qualités, ne fait pas partie d'un club sportif et a de mauvaises notes. Sa paresse face au travail à l'école s'explique par son amour pour les animes et les jeux vidéo au détriment de tout le reste. Le feuilleton commence avec la première année de lycée des quatre personnages principaux : Konata Izumi, Kagami Hiiragi, Tsukasa Hiiragi, et Miyuki Takara. L'intrigue avance, les filles progressant à leurs deuxième et troisième années lycéennes.

## Personnages
Konata Izumi (泉 こなた, Izumi Konata)
Voix japonaise : Ryō Hirohashi (CD drama), Aya Hirano (anime)
Konata, surnommée Kona-chan par Tsukasa avec des cheveux bleus et des yeux verts, s'ennuie facilement quand quelque chose ne l'intéresse pas. Elle est intelligente mais déteste étudier et a de mauvaises notes. Toutefois, elle est experte de "la nuit de révision juste avant l'examen". Contrastant avec ses études, elle adore jouer aux jeux vidéo, au point où elle concurrence Kagami, également grande amatrice. Konata joue à beaucoup de jeux, mais pas de genres très variés. On peut compter, parmi d'autres, Lucky ☆ Star Moe Drill (un jeu basé sur Lucky☆Star), Monster Hunter 2, Super Robot Taisen, des MMORPG, et même des eroge. Elle aime beaucoup les anime aussi, sous l'influence de son père. Konata était très contente lors de ses 18 ans parce qu'elle put alors légalement acheter des eroge elle-même. Elle joue souvent aux jeux vidéo jusqu'à très tard dans la nuit, causant des somnolences en cours et, par ce fait, le courroux de son professeur, Nanako. Dépensant beaucoup d'argent sur les jeux vidéo et les dōjinshi, elle eut la chance de trouver un travail dans un café cosplay. Elle imite aussi Haruhi Suzumiya et Yuki Nagato. Elle y joue le rôle d'un personnage mâle marié dans un jeu internet. Son partenaire dans ce jeu est un homme déguisé en personnage féminin.
Kagami Hiiragi (柊 かがみ, Hiiragi Kagami)
Voix japonaise : Ami Koshimizu (CD drama), Emiri Katō (en) (anime)
Kagami est l'aînée des jumelles Hiiragi avec des cheveux violets et des yeux bleus. Elle est un peu égoïste et ne cuisine pas aussi bien que sa sœur. Elle a de très bonnes notes au lycée parce qu'elle étudie beaucoup ; elle était déléguée de classe pendant sa première année du lycée. Elle est dans une classe différente, mais va souvent rejoindre Konata et Tsukasa pour déjeuner. Elle choisit d'étudier les lettres lors de sa seconde année pour être avec ses amies, mais elle fut la seule d'entre elles à être mise dans une salle différente. Kagami est un personnage stéréotype de type tsukkomi. Toutefois, sa timidité fait aussi d'elle un personnage tsundere. Tout comme Konata, elle aime bien les jeux vidéo, mais préfère les scroll-shooting games. Elle adore lire les light novels, mais se sent seule parce que ses proches ne partagent pas cette passion.
Tsukasa Hiiragi (柊 つかさ, Hiiragi Tsukasa)
Voix japonaise : Hisako Kanemoto (CD drama), Kaori Fukuhara (en) (anime)
Tsukasa est la cadette des jumelles Hiiragi avec des cheveux violets et des yeux bleus. Elle habite chez sa famille, de six personnes au total. Elle est dans la même année que Konata mais n'est ni sportive ni studieuse. Elle cuisine très bien et est souvent représentée stéréotypiquement, en tant que personne maladroite et aimable. Tsukasa est aussi une personne qui dort longtemps.
Miyuki Takara (高良 みゆき, Takara Miyuki)
Voix japonaise : Minako Kotobuki (CD drama), Aya Endō (anime)
Miyuki, surnommée Yuki-chan par Tsukasa, est une jeune fille issue d'une famille aisée avec des cheveux roses et des yeux violets. Elle est belle, intelligente et polie. Déléguée de classe pendant sa première année au lycée, elle devint vite amie avec Kagami. Aujourd'hui dans la même classe que Konata et Tsukasa. Les élèves se dirigent le plus souvent vers Miyuki que vers Nanako lorsqu'ils ont besoin d'aide. Elle est décrite comme un stéréotype de personnage meganekko.

## Média

### Manga
La version manga four-panel de Lucky Star est publiée pour la première fois dans le magazine Comptiq de Kadokawa Shoten en janvier 2004. Le premier volume tankōbon du manga est publié le 8 janvier 2005, et compte dix volumes en date de 2013. Hormis Comptiq, le manga a également été publié dans les magazines Shōnen Ace, Newtype, Comp Ace, Dragon Magazine, Mobile Newtype et Kadokawa Hotline. En 2022, après huit années d'interruption, le manga fait son retour dans le magazine Mitaina! de Kadokawa. Le manga est licencié par Bandai Entertainment en version anglaise pour l'Amérique du Nord et le premier volume a été publié en juin 2009. À la suite de la fermeture de Bandai Entertainment, le manga est classé sans suite en Amérique du Nord.
Un manga dérivé intitulé Lucky Star Pocket Travelers (らき☆すた ポケットとらべら〜ず) est publié chez Comp Ace dans les éditions de janvier et août 2008. Un volume unique de Pocket Travelers est publié le 10 octobre 2008. Un autre manga dérivé, inspiré des jeux vidéo Lucky Star Moe Drill et intitulé Miyakawa-ke no Kūfuku (宮河家の空腹, The Miyakawa Family's Hunger), est publié dès janvier 2008 dans le magazine Comp H's de Kadokawa Shoten. plus tard transféré dans l'édition de juin 2009 de Comp Ace, puis publié sur Comptiq. Le premier volume de Miyakawa-ke no Kūfuku est publié le 12 juin 2012. Un manga officiel de parodie intitulé Boo Boo Kagaboo (ぶーぶーかがぶー) de l'artiste Eretto est publié sur Comp Ace dans les éditions de juillet 2008 à décembre 2009. Un volume unique intitulé Boo Boo Kagaboo est commercialisé le 18 mars 2010. Un spin-off sur Konata est publié à partir de 2023.

### Jeux vidéo
Un jeu vidéo, intitulé Lucky Star Moe Drill (らき☆すた 萌えドリル, Raki☆Suta Moe Doriru), est commercialisé le 1er décembre 2005 sur Nintendo DS. Une édition limitée avec quelques extras a été commercialisée, appelée DX Pack, en plus de la version standard. Une suite, intitulée Shin Lucky Star Moe Drill: Tabidachi (真・らき☆すた 萌えドリル 〜旅立ち〜, Shin Raki☆Suta Moe Doriru ~Tabidachi~), est commercialisée le 24 mai 2007. Le premier jeu teste la mémoire et la réflexion du joueur. Le but du joueur est de battre quinze autres personnages au quiz. Dans un sondage effectué en août 2007 par Dengeki G's Magazine, Shin Lucky Star Moe Drill: Tabidachi est classé le 17e jeu bishōjo par les lecteurs, derrière Ever 17: The Out of Infinity.
Kadokawa Shoten a réalisé un jeu vidéo de type visual novel sur console PlayStation 2 intitulé Lucky Star: Ryōō Gakuen Ōtōsai (らき☆すた 〜陵桜学園 桜藤祭〜) commercialisé au Japon le 24 janvier 2008,. Une version portable a été commercialisée le 23 décembre 2010 sur PlayStation Portable (PSP). Kadokawa Shoten a également réalisé un jeu de type SLG sur PSP intitulé Lucky Star: Net Idol Meister (らき☆すた ネットアイドル・マイスター) initialement commercialisé le 24 décembre 2009.

### Anime
L'anime Lucky Star, produit par Kyoto Animation, a été initialement diffusé entre 8 avril 2007, et le 16 septembre 2007, avec 24 épisodes. Après la diffusion des quatre premiers épisodes, le réalisateur de la série, Yutaka Yamamoto, est renvoyé et remplacé par Yasuhiro Takemoto. La raison en est la suivante : « Notre société a décidé que le réalisateur de Lucky Star — Yutaka Yamamoto — n'avait pas les qualités requises de réalisateur, et avons décidé de changer de réalisateur. » À presque chaque fin d'épisode, un segment additionnel intitulé Lucky Channel (らっきー☆ちゃんねる) y été ajouté, présenté par le personnage d'Akira Kogami et de son assistant Minoru Shiraishi. L'humour de ce segment se manifeste par un ton plus cynique, sarcastique et mature que la série en elle-même, en plus d'une relation progressivement agressive et violente entre Akira et Minoru. Akira est au départ une fille adorable et innocente mais devient rapidement agressive et violente au fur et à mesure de la lecture du script. L'anime présente occasionnellement quelques doubleurs comme Yuko Goto, Minori Chihara, Tomokazu Sugita, Daisuke Ono, et Aya Hirano.
Kadokawa Pictures USA et Bandai Entertainment annoncent leur achat de licence pour la version anime de Lucky Star avec une bande-annonce spéciale de La Mélancolie de Haruhi Suzumiya. Les quatre premiers volumes DVD en anglais sont publiés par Bandai Entertainment les 6 mai,. 1er juillet, 2 septembre, et 18 novembre 2008. Les quatrième et sixième volets sont publiés le 6 janvier et 17 mars 2009. Cependant, l'édition limitée du sixième volet a été annulée du fait que les précédentes versions limitées ne se vendaient pas assez bien. Bandai publie un coffret DVD en six disques le 6 avril 2010 sous la collection Anime Legends en Amérique du Nord. Au AmeCon 2010, la société européenne Beez Entertainment annonce la future distribution des OAV et de la série télévisée. Depuis février 2016, la licence de la version anime de Lucky Star ainsi que de ses OAV est acquise par Funimation Entertainment en Amérique du Nord, les DVD et Blu-ray de l'anime seront disponibles à partir du 12 juillet 2016. En France, il est brièvement licencié par DoComo à partir d'août 2013 sur la plateforme doCoMo d animestore ; cependant le service ferme ses portes prématurément le 30 septembre de la même année.
Le magazine Comptiq annonce un projet OAV pour Lucky Star en mai 2008. L'édition de juin 2008 de Comptiq annonce que l'OAV en question serait diffusé au Japon en été 2008. Cependant, il est reporté pour le 26 septembre 2008. L'OAV présente six différentes trames dérivées du scénario principal, chacune se focalisant sur le bizarre ; l'un d'entre se focalise sur un environnement MMORPG joué par Konata, Kagami, Tsukasa, et Nanako Kuroi, et un autre qui se focalise sur un rêve « alléchant » de Kagami sur Konata. Le segment Lucky Channel est présenté en live-action plutôt qu'en animation. Le générique de fin, intitulé Ai o Torimodose!! (愛をとりもどせ!!, lit. "Recover Love!!"), est chanté par Uchōten, et composé par les chanteurs Hiromi Konno et Minoru Shiraishi. La chanson est à l'origine le thème d'ouverture de Ken, le survivant. La version nord-américaine de l'OAV est licenciée par by Bandai Entertainment, et publiée en DVD le 4 août 2009.
Une adaptation animée de Miyakawa-ke no Kūfuku a été produite par Ordet et Encourage Films, et publiée en ligne sur Ustream du 29 avril au 1er juillet 2013. Le générique d'ouverture s'intitule Kachigumi de Konata Izumi (Aya Hirano) et Kagami Hiiragi (Emiri Katō), et le générique de fin Makegumi de Hinata et Hikage Miyakawa (Maina Shimagata et Koto Kawasaki).

### CD drama
Le CD drama de Lucky Star, simplement intitulé Drama CD Lucky Star, est initialement commercialisé le 24 août 2005 par Frontier Works. La musique de jeu vidéo intitulée Lucky Star vocal mini album est commercialisé le 22 décembre 2005. Le générique d'ouverture de l'anime, Motteke! Sailor Fuku, est commercialisé le 27 mai 2007. Un album contenant les douze premiers génériques de fin, intitulé Lucky Star Ending Theme Collection, est commercialisé le 11 juillet 2007 par Lantis. Un maxi single du nom de Aimai Net Darling (曖昧ネットだーりん, Aimai Netto Daarin) contenant deux singles chantés par Hiromi Konno (en) sous le nom d'Akira Kogami, et Minoru Shiraishi dans la version anime est commercialisé le 25 juillet 2007. Un single remixé de Motteke! Sailor Fuku est commercialisé le 8 août 2007 par Lantis. Deux autres albums ont été commercialisés le 27 août 2007 : Misoji Misaki par Hiromi Konno sous le nom d'Akira Kogami, et Cosplay It! Oh My Honey, par Aya Hirano sous le nom de Konata, et Nozomi Sasaki sous le nom de Patricia. Un album intitulé Shiraishi Minoru no Otoko no Rarabai contenant les génériques de fin chantés par Minoru Shiraishi est commercialisé le 10 octobre 2007.
Les CD des quatre personnages principaux ont été commercialisés le 5 septembre 2007, chantés par les doubleuses originales Aya Hirano (Konata), Emiri Katō (Kagami), Kaori Fukuhara (Tsukasa), et Aya Endo (Miyuki). Quatre CD de quatre autres personnages ont suivi le 26 septembre 2007, chantés par les doubleuses originales Shizuka Hasegawa (Yutaka), Minori Chihara (Minami), Kaori Shimizu (Hiyori) et Nozomi Sasaki (Patricia). Deux autres encore ont suivi le 24 octobre 2007 : un duo entre Kaoru Mizuhara (Misao Kusakabe) et Mai Aizawa (Ayano Minegishi), et un trio entre Aya Hirano, Shizuka Hasegawa, et Minori Chihara (Konata, Yutaka, et Minami respectivement). Un album intitulé Lucky Star BGM & Radio Bangumi "Lucky Channel" no Digest o Shūroku Shita Special CD 1 est commercialisé avec le premier volet de l'anime en 2007. L'album contient des musiques d'ambiance de compositeur de Haruhi Suzumiya, Satoru Kōsaki, notamment.

### Ouvrages
Cinq light novels inspirés de la série ont été publiés par Kadokawa Shoten sous le label Kadokawa Sneaker Bunko. Les trois novels ont été écrits par Tōka Takei et illustrés par l'auteur original de Lucky Star, Kagami Yoshimizu (en). Le premier light novel, Lucky Star: Lucky Star Murder Case (らき☆すた らき☆すた殺人事件, Raki☆Suta Raki☆Suta Satsujin Jiken), est publié le 1er septembre 2007. Le second, intitulé Lucky Star: Lucky Star Online (らき☆すた らき☆すたオンライン), est publié le 1er mars 2008, et le troisième, Lucky Star Super Dōwa Taisen (らき☆すた スーパー童話大戦), est oublié le 1er octobre 2008. Le quatrième écrit par Tōko Machida, illustré par Yukiko Horiguchi, et intitulé Lucky Star: Yuruyuru Days (らき☆すた ゆるゆるでぃず), est publié le 1er avril 2009. Le cinquième est écrit par Heisei Izu et Kei Tanaka, illustré par Kagami Yoshimizu, et intitulé Lucky Star: Hitome Konata ni (らき☆すた ひとめこなたに), est publié le 1er février 2012.
En 2010, un ouvrage de chimie théorique, publié par Chukei Publishing et intitulé Impressive Learning Chemistry (Theoretical Chemistry) With Lucky Star (『らき☆すた』と学ぶ 化学[理論編]が面白いほどわかる本), est écrit par Takashi Matsubara et illustré par Kagami Yoshimizu. En 2013, un ouvrage de chimie organique, publié par Chukei Publishing et intitulé Impressive Learning Chemistry (Organic Chemistry) With Lucky Star (『らき☆すた』と学ぶ 化学[有機編]が面白いほどわかる本), est rédigé par Takashi Matsubara et illustré par Kagami Yoshimizu.

### Concert live et musical
Un concert live s'est déroulé le 29 mars 2009 au Budokan appelé Lucky Star in Budokan: Anata no Tame dakara (らき☆すた in 武道館 〜あなたのためだから〜).
Un concert musical s'est déroulé entre les 20 et 30 septembre 2012 au Tokyo Dome City Attractions Theatre G-Rosso et appelé "Lucky Star ≈ On Stage" (らき☆すた≒おん☆すて, Raki☆Suta≈On☆Sute).

## Accueil
Les villes de Satte, Kasukabe et Washimiya (ja) sont devenus des seichi junrei.